# Warrior (englische Band)
Warrior ist eine englische New-Wave-of-British-Heavy-Metal-Band aus Newcastle upon Tyne, die 1979 gegründet wurde, sich 1984 auflöste und seit 2014 wieder aktiv ist.

## Geschichte
Die Band wurde im Jahr 1979 gegründet. Sie bestand anfangs aus dem Sänger Eddy Smith, den Gitarristen Dave Hall und Tony Watson, dem Bassisten Barry „Baz“ Smith und dem Schlagzeuger Rob Mills. Erstmals zu hören war die Band auf dem Neat-Records-Sampler Lead Weight mit dem Lied Flying Hight. Bei demselben Label erschien 1982 die EP Dead When It Comes to Love, die neben dem Titellied die Songs Stab You in the Back und Kansas City enthält. Die Lieder waren live im Studio eingespielt worden. Hierauf ist Hall durch Dave Dawson ersetzt worden. Eine alternative Version von Kansas City wurde für den Neat-Records-Sampler 60 Minutes Plus aufgenommen, der ebenfalls 1982 erschien. Im selben Jahr wurde das Live-Album Live in a Dive! aufgenommen, das unter anderem die Lieder Addiction, Troops und Rock and Roll Star enthält. Die Veröffentlichung fand ebenfalls 1982 statt. In der folgenden Zeit brach die Band den Kontakt mit Neat Records ab und änderte ihre Besetzung, sodass sie neben Watson und Dawson aus dem Bassisten Steve Telford, dem Sänger Eddie Halliday und dem Schlagzeuger Sean Taylor bestand. Mitte 1983 erschien daraufhin die EP For Europe Only in Eigenveröffentlichung, die neben neuen Versionen von Flying High und Kansas City die Lieder Prisoner, Suicide und Warrior enthält. Die Aufnahmen hatten einen Tag lang gedauert. Vertrieben wurde die EP von Neon Records und Bullet Records. Für Ende des Jahres plante die Band die Veröffentlichung einer weiteren EP, mit einer Auflage von mehreren Tausend Stück. Als neuer Sänger war Martin Clerkin und als neuer Bassist Paul Irwin zur Besetzung gekommen. Stattdessen erschien Anfang 1984 die EP Breakout mit einer Auflage von wenigen Hundert Stück. Die Aufnahmen hierzu hatten in den Impulse Studios von Neat Records stattgefunden. Als Gastschlagzeuger ist hierauf Malcom Dick zu hören. Der Tonträger enthält neben dem Titellied die Songs Dragon Slayer und Take Your Chance. Kurz darauf begann die Band mit den Arbeiten zum Debütalbum Invasion Imminent, für das eine Veröffentlichung im August 1984 geplant war. Demoaufnahmen wurden an verschiedene Labels geschickt, jedoch konnte die Gruppe keinen Plattenvertrag erlangen. Da die Produktionskosten für ein Album deutlich höher waren als für eine Single, konnte die Gruppe die Veröffentlichung nicht verwirklichen und es kam 1984 zur Auflösung.
Nachdem Sean Taylor eine Wiedervereinigung angeregt hatte, fand sich Warrior im Jahr 2014 wieder zusammen. Die Besetzung, bestehend aus den bereits bekannten Mitgliedern Dawson, Taylor und Halliday, wurde durch den neuen Bassisten Duncan Emmerson und den neuen Gitarristen Gwaether Bloom ergänzt. Im selben Jahr spielte die Gruppe auf dem Brofest in Newcastle. Ein Jahr später war die Gruppe auf dem Headbangers Open Air zu sehen und veröffentlichte die Oblivion EP.

## Stil
Laut Malc Macmillan in The N.W.O.B.H.M. Encyclopedia ist das Sampler-Lied Flying High zwischen Blackwych und Tygers of Pan Tang einzuordnen. Dead When It Comes to Love weise eine songschreiberische Verbesserung auf. Das Titellied sei mit Musik der Band High Treason vergleichbar, während die anderen beiden Songs mehr im Stil von Sabre seien. Das selbstbetitelte Lied auf For Europe Only enthalte ein Shader-artiges Schlagzeug-Solo. Durch den höheren Gesang erinnere die EP Breakout mehr an Gruppen wie Judas Priest, Grim Reaper, Mithrandir und Legend aus Kent. Matthias Mader schrieb in NWoBHM New Wave of British Heavy Metal The glory Days, dass die Gruppe auf Dead When It Comes to Love rauen Up-tempo-Heavy Metal spielt. Eduardo Rivadavia von Allmusic bezeichnete die Musik als rohen Heavy Metal im Stil von Sabre, Weapon und frühen Tygers of Pan Tang. In seinem Buch The Collector’s Guide of Heavy Metal Volume 2: The Eighties rezensierte Martin Popoff For Europe Only und bezeichnete das Material als klassische Musik der NWoBHM. Das Schlagzeug-Solo sei jazzig. Das Material sei jedoch auch damals schon nicht mehr zeitgemäß gewesen und hätte besser auf frühere NWoBHM-Sampler wie Roksnax oder New Electric Warriors gepasst.

## Diskografie
- 1982: Dead When It Comes to Love (EP, Neat Records)
- 1982: Live in a Dive! (Live-Album, Eigenveröffentlichung)
- 1983: For Europe Only (EP, Eigenveröffentlichung)
- 1984: Breakout (EP, Eigenveröffentlichung)
- 2015: Oblivion EP (EP, Eigenveröffentlichung)